# Xã Columbia, Quận Dubois, Indiana
Xã Columbia (tiếng Anh: Columbia Township) là một xã thuộc quận Dubois, tiểu bang Indiana, Hoa Kỳ. Năm 2010, dân số của xã này là 1.065 người.